# República de las Islas Dumpling del Norte

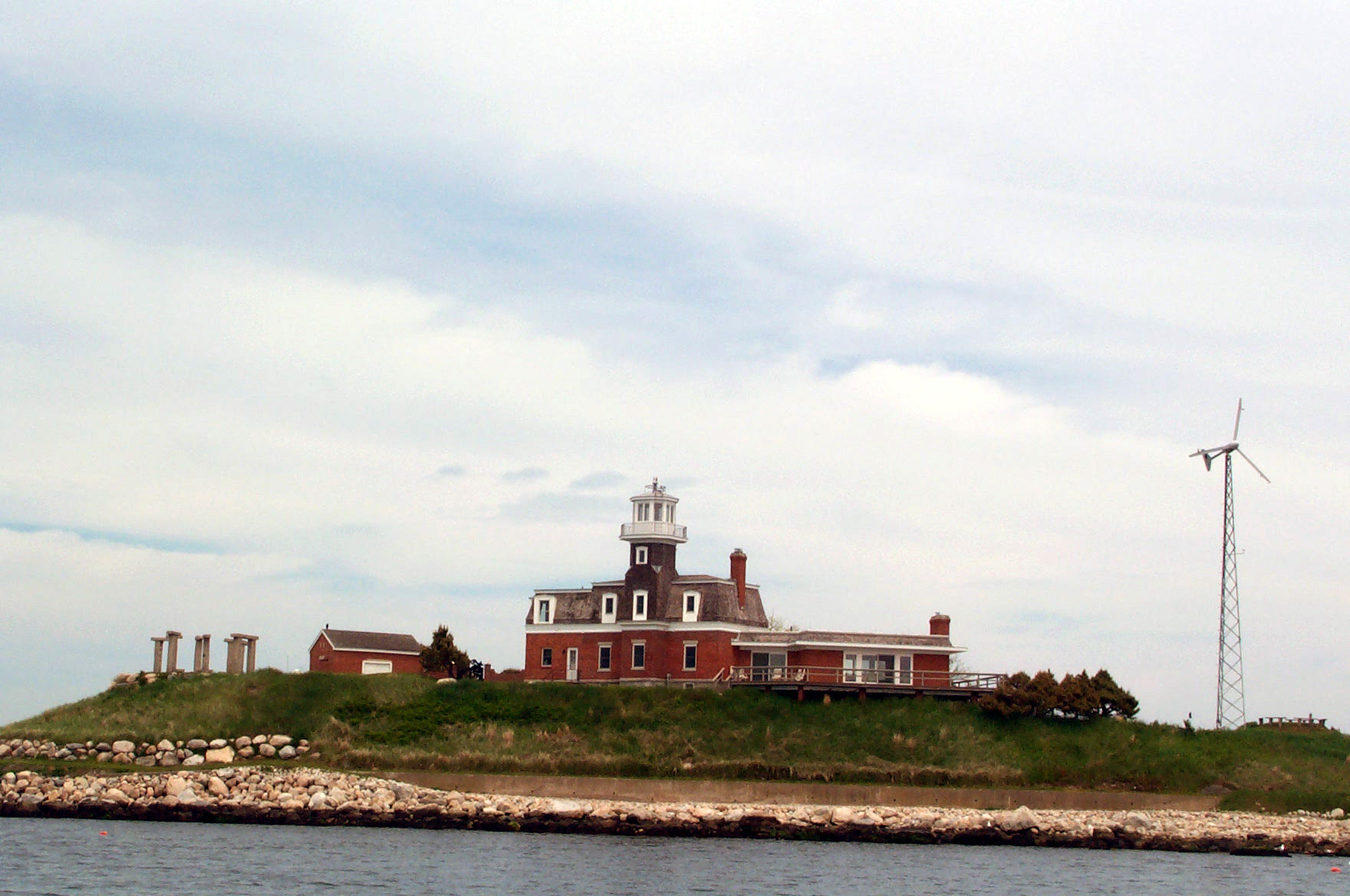
Una fotografía de North Dumpling Island, tomada en junio de 1999. El edificio principal era originalmente el faro la isla.

La República de las Islas Dumpling del Norte es una micronación fundada en 1986 por el empresario estadounidense Dean Kamen, fundador del Segway. Se destaca por ser la primera micronación con un enfoque medioambiental.

## Historia
La Isla Dumpling del Norte fue comprada por $ 2,5 millones de dólares en 1986, por el empresario Dean Kamen, fundador del Segway. Después de que los funcionarios locales le negaran el permiso a construir su propia turbina eólica en la isla, decidió separarse de Estados Unidos.  
La isla tiene su propia bandera, constitución, himno y Dean Kamen finalmente construyó su propia turbina, que junto con varios paneles solares proporciona toda la energía para la isla. Además posee un helipuerto.
Actualmente Kamen señala que la República de las Islas Dumpling del Norte es el único país con huella de carbono negativa en el mundo y que pretende ser un ejemplo para que otras personas tomen conciencia sobre la vida sustentable.